# فريدريش هاين جوتلوب
فريدريش هاين جوتلوب (بالألمانية: Friedrich Gottlob Hayne)‏ (و. 1763 – 1832 م) هو عالم نبات، وأستاذ جامعي من ألمانيا . ولد في يوتربورغ .
وكان عضو في الأكاديمية الألمانية للعلوم ليوبولدينا .
توفي في برلين ، عن عمر يناهز 69 عاماً.

## مناصب وهيئات
أدار جامعة هومبولت في برلين.